# Колосов, Владимир Максимович
Владимир Максимович Колосов — советский хозяйственный деятель, Герой Социалистического Труда.

## Биография
Родился в 1928 году в селе Глухониколаевка. Член КПСС.
В 1943-1953 — прицепщик, тракторист, военнослужащий Советской армии, механизатор подсобного хозяйства Калининского сахарного завода Фрунзенской области Киргизской ССР.
В 1953-1983 — бригадир слесарей цеха гидрирования капролактама Новокемеровского химического комбината Министерства химической промышленности СССР.
Делегат XXIII съезда КПСС.
Указом Президиума Верховного Совета СССР от 20 апреля 1971 года присвоено звание Героя Социалистического Труда с вручением ордена Ленина и золотой медали «Серп и Молот».
Живет в Кемерово. 

## Награды и звания
- Герой Социалистического Труда (20.04.1971)
- Орден Ленина (20.04.1971)
- Орден Трудового Красного Знамени (1966)